# Basler Lyrikpreis
Der Basler Lyrikpreis ist ein Literaturpreis für Lyriker, der jährlich im Rahmen des Internationalen Lyrikfestivals Basel von den Mitgliedern der Basler Lyrikgruppe (Stand 2014: Urs Allemann, Rudolf Bussmann, Ingrid Fichtner, Wolfram Malte Fues, Rolf Hermann und Kathy Zarnegin) an Kollegen verliehen wird. Er soll dienen als Anerkennung für sprachliche Innovationskraft und den „Mut, gegen den Strom zu schwimmen“. Er soll ausserdem beitragen, bedeutende lyrische Stimmen einer breiteren Öffentlichkeit bekanntzumachen.
Er ist mit 10.000 SFr dotiert und wird mit Unterstützung der Gesellschaft für das Gute und Gemeinnützige Basel (GGG) finanziert.
Die Verleihung findet im Literaturhaus Basel statt.
Die Basler Lyrikgruppe hatte sich in den 1990er Jahren aus einer Folge von Arbeitstreffen miteinander bekannter Lyriker gebildet.
Das Internationale Lyrikfestival entstand aus einer Initiative der Gruppe 2003, als deren Mitglieder jeweils einen Kollegen zur Lesung einluden. 2008 wurde der Basler Lyrikpreis erstmals vergeben und seit 2009 findet das Festival dreitägig jeweils Ende Januar im Literaturhaus Basel statt. Die Organisation übernimmt Katrin Eckert, die Leiterin des Literaturhauses.
Zu den Veranstaltungen des Festivals gehören neben der Verleihung des Lyrikpreises Lesungen, ein interdisziplinäres Podium, eine Grossveranstaltung mit einem international bekannten Lyriker, eine Hommage für einen verstorbenen Lyriker und Lyrik-Schreib- und Diskussionsgruppen in Zusammenarbeit mit der Volkshochschule Basel.

## Preisträger
- 2025: Levin Westermann
- 2024: Carla Cerda
- 2023: Anna Hetzer
- 2022: Nadja Küchenmeister
- 2021: Hans Thill
- 2020: Eva Maria Leuenberger[3]
- 2019: Katharina Schultens
- 2018: Dagmara Kraus
- 2017: Walle Sayer
- 2016: Ron Winkler
- 2015: José F. A. Oliver[4]
- 2014: Anja Utler
- 2013: Elisabeth Wandeler-Deck
- 2012: Klaus Merz
- 2010: Werner Lutz
- 2009: Felix Philipp Ingold
- 2008: Kurt Aebli